# Simon Townshend

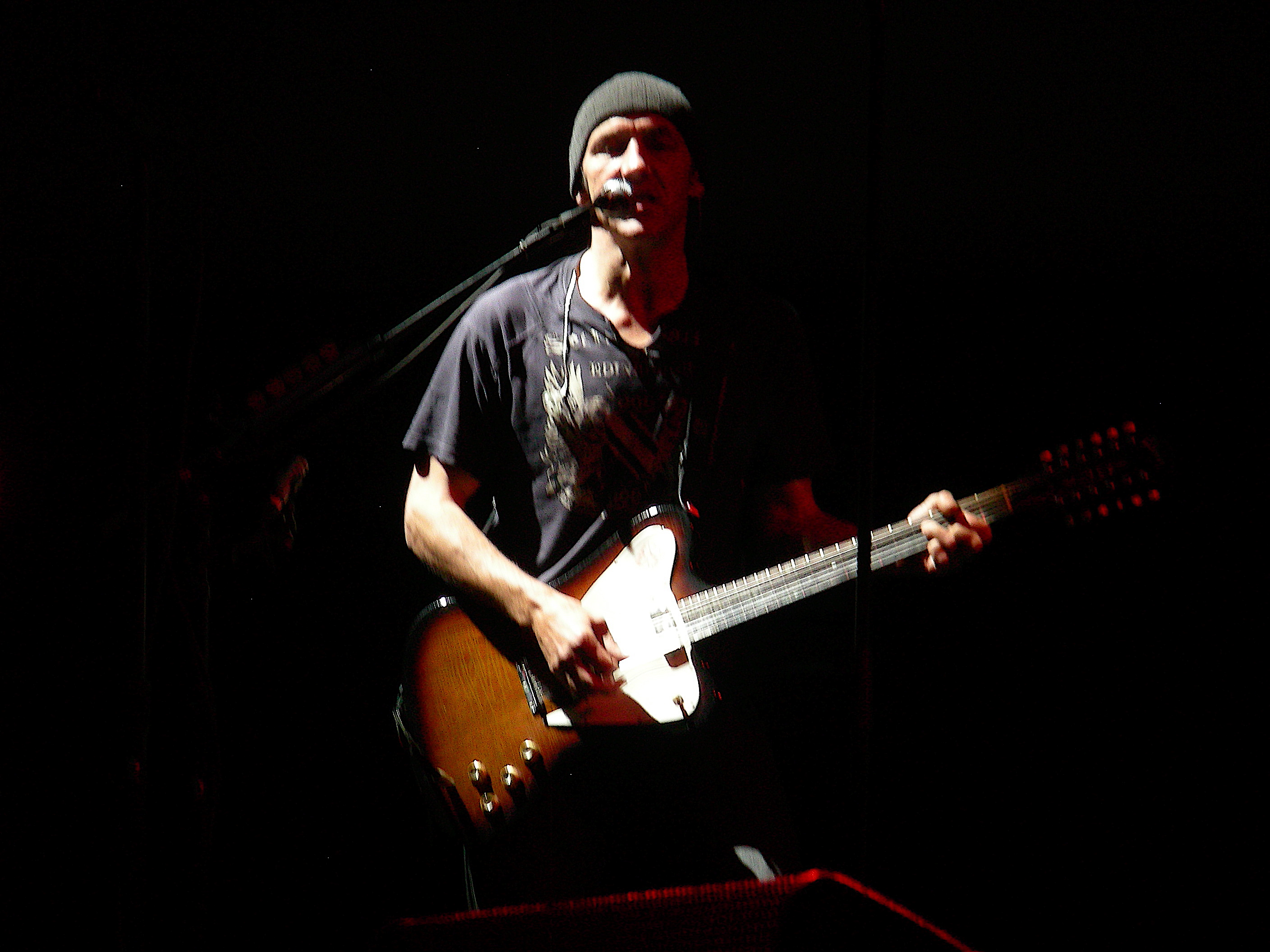
Simon Townshend 2008 als zweiter Gitarrist von The Who

Simon Townshend (* 10. Oktober 1960 in London) ist ein britischer Gitarrist, Sänger und Songwriter. Er ist der jüngere Bruder von Pete Townshend.
In den 1980er Jahren veröffentlichte Townshend zwei Soloalben, darunter sein Debüt Sweet Sound (1983) und Moving Target (1985). Nach der Gründung seines eigenen Plattenlabels Stir Music 1996 veröffentlichte er verschiedene andere Studio- und Livealben.
1996 und 1997 schloss er sich erstmals The Who für deren Quadrophenia-Tour als zweiter Gitarrist an. 2002 trat er der Band als vollwertiges Mitglied bei und begleitete sie seither auf deren Tourneen. Anfang 2005 gründete er gemeinsam mit anderen Musikern Casbah Club, mit denen er 2006 bei Konzerten zunächst als Vorgruppe für The Who auftrat, bis er bei der Band selbst spielte.
Simon Townshend hat mit seiner Frau Janie drei Kinder.

## Diskografie
- 1983: Sweet Sound
- 1985: Moving Target
- 1997: Among US
- 1999: Animal Soup
- 2000: Bare Bodies Bare Assets (Live)
- 2000: Ages
- 2002: simontownshendis
- 2006: Endless Wire (mit The Who)
- 2012: Looking Out Looking In
- 2014: Denial